# Паневежиський повіт
Паневежиський повіт (лит. Panevėžio apskritis) — повіт на півночі Литви. Межує з Латвією, а також з Шяуляйським, Каунаським, Вільнюським і Утенським повітами.

## Географія
Річки: Левуо.

## Адміністративний поділ
- Самоврядування міста Паневежиса
- Самоврядування Біржайського району (8 староств)
- Самоврядування Купишкіського району (6 староств)
- Самоврядування Паневежиського району (11 староства)
- Самоврядування Пасваліського району (11 староств)
- Самоврядування Рокишкіського району (10 староств)

## Фотогалерея

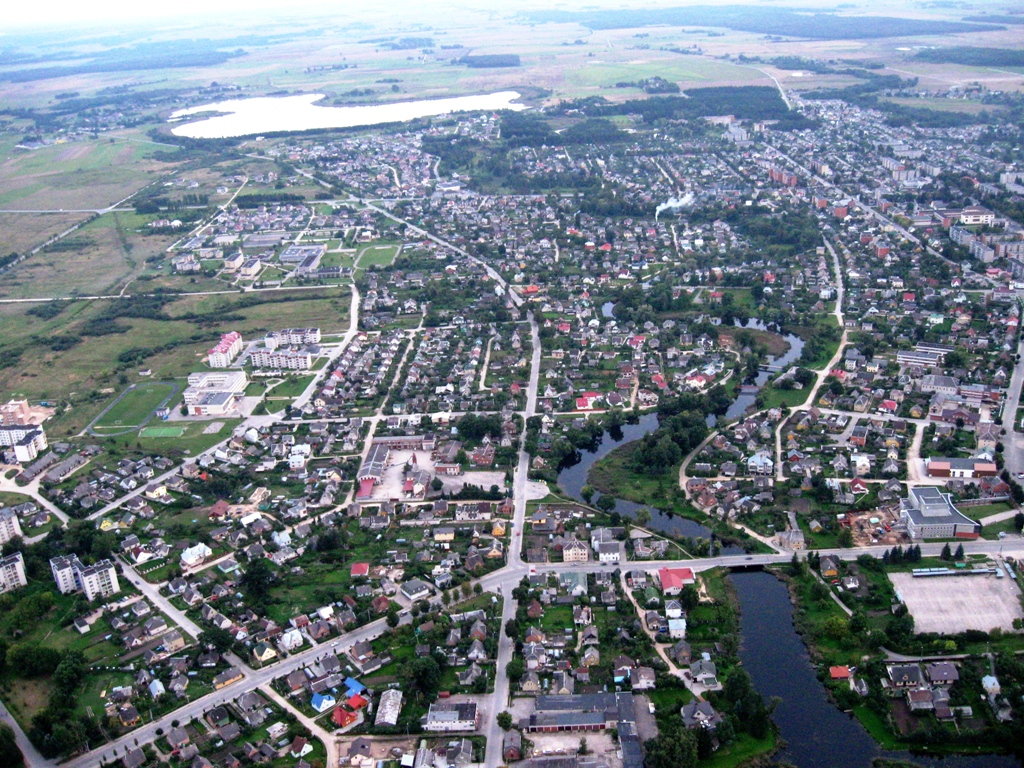
Біржай
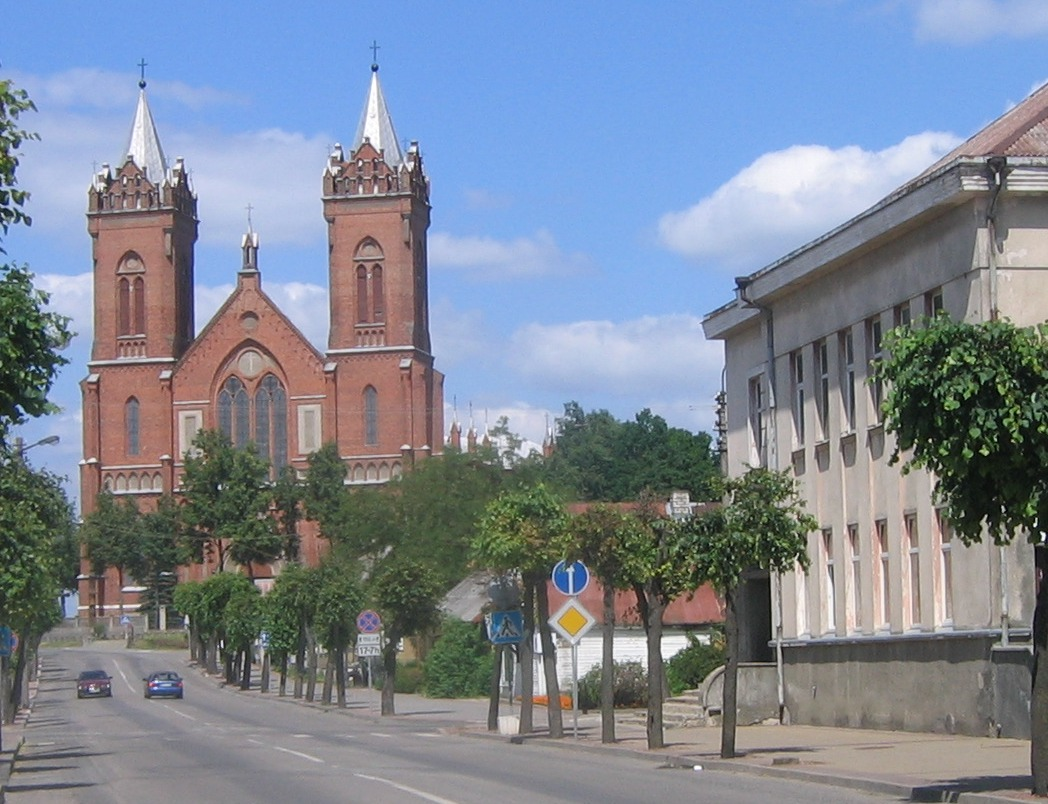
Купишкіс
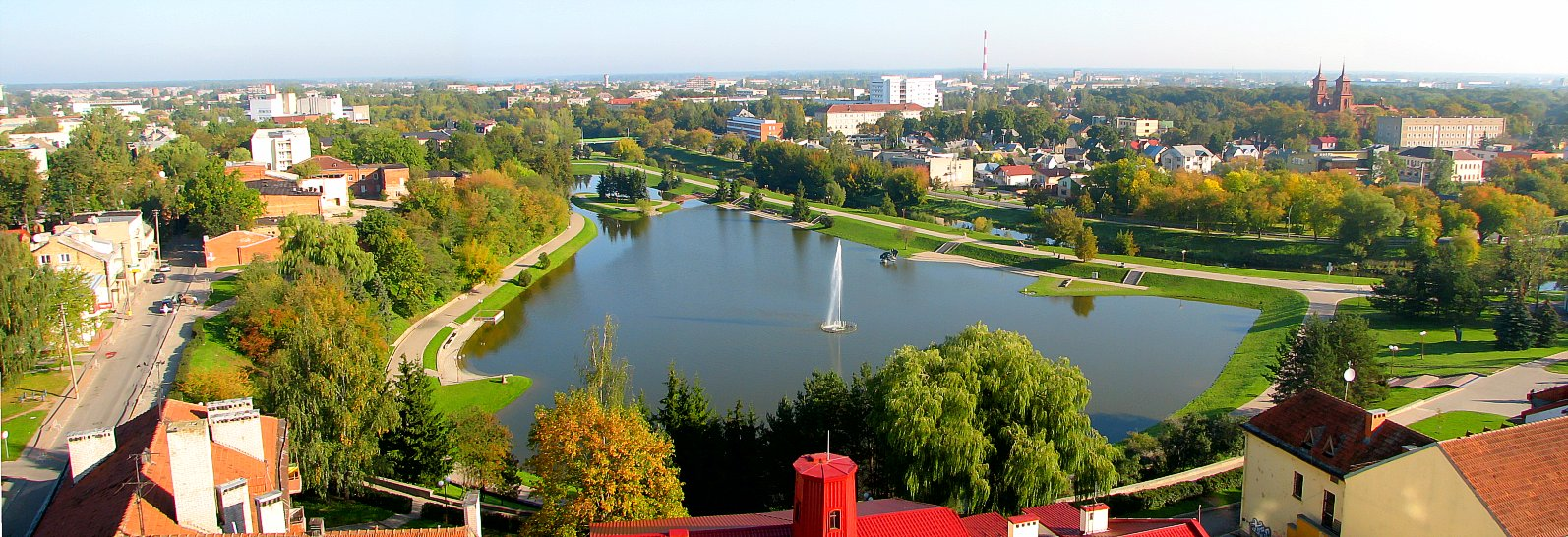
Паневежис
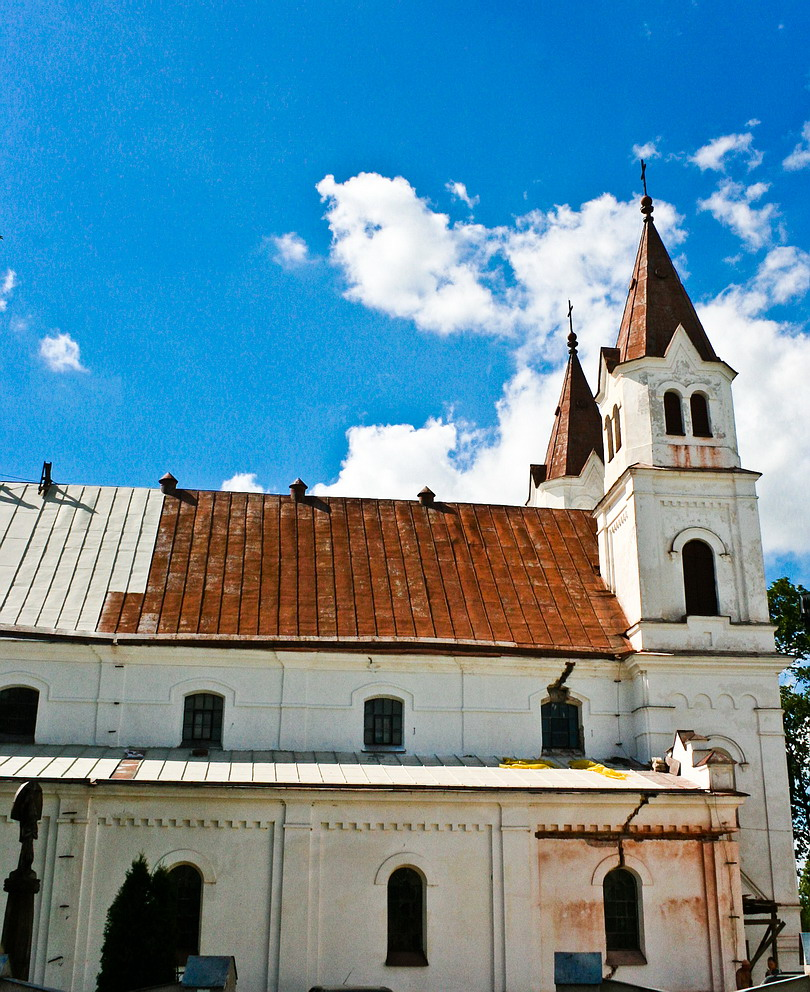
Пасваліс